# Addaea
Addaea is een geslacht van vlinders van de familie venstervlekjes (Thyrididae).

## Soorten
- A. aneranna Turner, 1915
- A. candidalis (Walker, 1866)
- A. castaneata Warren, 1908
- A. fulva Warren, 1907
- A. latifasciata (Pagenstecher, 1900)
- A. maculata Warren, 1906
- A. polyphoralis (Walker, 1866)
- A. pusilla (Butler, 1887)
- A. rectisecta (Warren, 1897)
- A. striola (Felder, Felder & Rogenhofer, 1875)
- A. subtessellata Walker, 1866
- A. symphonodes Turner, 1911
- A. syndesma Meyrick, 1894
- A. transversalis (Walker, 1866)
- A. trimeronalis (Walker, 1859)